# 张庆瑗
张庆瑗（？—？），山东人，清朝政治人物。附贡出身。
张庆瑗曾于1833年接替张之杲任华亭县知县一职，1836年由魏文瀛接任。